# 孙氏 (曹寅母)
孙氏（1632年—1706年），清朝一品太夫人，曹玺妻，曹寅、曹荃母。

## 娘家、夫家
孙氏和丈夫曹玺皆是多爾袞及其兄英親王阿濟格門下包衣，原屬內務府。此孙氏曾分居丰润、辽阳等地。后阿濟格被罢黜宗室，康熙年间，一支随阿濟格后裔辅国公绰克都分封改入鑲紅旗包衣，即乾隆朝尚书托恩多一族，服侍的正是曹雪芹好友敦诚、敦敏祖上，乾隆二十四年，此孙氏一族抬入镶红旗满洲，称孙佳氏，託恩多其孙为嘉庆朝护军桂明；同在康熙年间，一支入诚郡王门下，隶内务府正黄旗包衣，即杭州织造孙文成一族，与李煦、曹寅关系密切。族人多改满名。如孙文成的儿子护军常有、内务府郎中普福，孙子祥庆皆改满名，不再冠以孙姓。族内多以典仪、护军、护卫、包衣管领为官，并不如孙得功、孙思克家族显贵。孙文成家老人孙氏为康熙乳母之一，康熙乳母众多，孙氏地位并不突出，而孙文成妻亦为康熙皇子的乳母之一。
雍正五年，孙文成和其子普福陛见雍正帝。第一历史档案馆有乾隆朝初，普福和兄护军常有从常鼐购得丰润县雷家庄土地，可表明孙家的确和曹家祖籍丰润有关联。综合台湾和大陆各种档案显示总结：普福康熙四十六年生，年少时曾因父获罪，暂时中断学业。乾隆朝由内务府司库郎中外放苏州织造、两淮盐政，在外多年多次请求回京，以各种理由如重葬父母，乾隆不允。效力多年，抬入正黄旗满洲，并与乾隆慧贤皇贵妃家的高诚、高晋两兄弟结为儿女姻亲。普福还与萨哈岱（恒亲王永皓岳父）、萨载（萨哈岱子，託恩多子连襟）、高恒（普福姻亲高晋家）、吉庆（王佳氏或魏佳氏，同为高晋儿女姻亲）、卢见曾（親家纪昀）、伊龄阿（佟佳氏）等有交集。普福曾和萨载因果亲王弘曕私请之事被乾隆责罚。十六年，谢恩乾隆皇太后六十寿在京随班；十七年奏贺继后那拉氏皇子诞生，同年和亲戚高斌请求来京参加孝贤皇后和慧贤皇贵妃入葬裕陵，乾隆称其和高斌不可比，不允普福来京。二十八年，谢恩其子祥庆中进士选庶吉士，乾隆嘲笑区区一进士有什么好得意的。三十三年，普福和亲戚高恒、好友卢见曾因两淮盐引案获重罪，虽有傅恒说情，乾隆仍将其抄家处死。普福子祥庆降入正黄旗汉军包衣，萨哈岱奏将普福家产家眷妾一人幼孙三人送交京城交吏部尚书崇文门正监督託恩多查验。然而，託恩多（孙氏）却被金简检举私买普福、高恒等查抄之物被革，普福亲家高晋亦被责，此案为乾隆大案，牵涉人众多，紀曉嵐亦因此案被发配新疆。
普福之子祥庆，孙氏，乾隆三年生，字厚斋,号素云，乾隆二十八年中进士，因三十三年，父获死罪，仕途受影响，多年未得升迁。乾隆末，才由翰林院编修官至吏部验封司主事、郎中。嘉庆朝初，外放福建兴化府知府。祥庆，孙氏，亦祥厚斋，乃洪亮吉房师之一，与翁方纲、长闈（内务府正白旗汉军李氏李延禧家族）交好。

## 生平
顺治十五年（1658年），生长子曹寅。康熙元年（1662年），生次子曹荃。康熙二年（1663年），丈夫曹玺在江宁织造任职，居家南京。康熙二十三年（1684年），丈夫曹玺病逝于江宁织造任上。其子曹寅继任。康熙三十年（1691年）十二月初一日，孙氏六十大寿。尤侗作《曹太夫人六十寿序》，称赞孙氏的妇德。
康熙三十八年（1699年），康熙帝南巡，康熙帝嫡母仁宪皇太后同行。四月，南巡回京途中，康熙帝一行驻跸曹寅府中。曹寅奉母朝谒，康熙帝见孙氏，“色喜，且劳之曰：‘此吾家老人也。’赏赉甚厚。会庭中蘐花开，遂御书‘萱瑞堂’三大字以赐。”毛际可记“一品太夫人孙氏叩颡墀下，兼得候皇太后起居。问其年，已六十有八。（康熙帝）宸衷益加欣悦，遂书“萱瑞堂”以赐之。”萱瑞堂之名当出于萱草。萱草古稱諼草，為中國傳統母親花，亦常以萱堂代稱母親。学者冯景指“尝观史册，大臣母高年召见者，第给扶称老福而已，亲赐宸翰，无有也。”
萧奭所撰《永宪录续编》指，孙氏曾为康熙帝保母。康熙帝为皇子时，按清宫制度，应有“八母”（四乳母四保母）。乳母中，身份可考者仅有两人，一为保圣夫人瓜尔佳氏，一为两江总督噶礼之母。无其它史料可证，孙氏为康熙帝保母或乳母。
康熙四十五年（1706年）八月之前，孙氏逝世，年七十五（虚岁）。十月，儿子曹寅携妻子进京，嫁长女于宗室郡王纳尔苏。同时，曹寅在北京安葬了母亲孙氏。现代研究者指，孙氏安葬地为曹家在北京西南郊的祖坟。丈夫曹璽亦葬于此。
民間誤傳編造曹寅母親孫氏名叫孫梅，孫文成家的，来自山西大同，是鑲白旗（正白旗）男爵孫得功之子三等男爵孫有光的女兒。孫有光在山西大同曾為曹振彥手下，所以嫁曹家。誤傳猜測原因一是此支孫氏在清代最為顯赫，有名人孫思克等，和皇室宗族聯姻，後人攀附較多；二是此支孫氏和曹雪芹祖上同署正白旗，故有網民根据孫得功之孫名叫孫蘭、孫桂；將曹寅母親孫氏的名字猜測為孫梅，說曹寅母孫氏是孫得功孫女、孫有光女，這是不對的。民間亦稱孫文成兒子為孫普福是不對的，實際孫氏族人多改滿名，孫文成的兒子護軍常有、內務府郎中普福，孫子祥慶皆改滿名，普福等在清代官方奏摺中不再冠以孫姓。此支孫氏族內多以典儀、護軍、護衛、包衣管領為官，並不如孫得功、孫思克家族顯貴。孫文成家老人孫氏為康熙乳母之一，康熙乳母眾多，孫氏地位並不突出，而孫文成妻亦為康熙皇子的乳母之一。

## 族人
普福（康熙四十三年生，乾隆三十三年卒），孙氏，改满名。乃织造孙文成之子，护军常有之弟，乾隆癸未进士祥庆之父，尚书託恩多同族。族人多改满名，以典仪、护军、王府包衣、护卫为官，祖上曾为阿济格、多尔衮兄弟属下，和曹雪芹家颇有渊源。此孙氏曾分居丰润、辽阳等地。康熙年间，康熙将孙氏一支入诚郡王门下，隶正黄旗包衣，乾隆年间，抬入正黄旗满洲再降入正黄旗汉军；一支入辅国公绰克都门下，隶镶红旗包衣，乾隆年间抬入镶红旗满洲。孙文成族内老人孙氏(曹寅母) 曾为康熙乳母，其妻亦为康熙皇子之乳母。雍正五年，孙文成和子普福陛见雍正帝。乾隆初，普福任司库郎中时，和兄护军常有，从常鼐购入丰润县雷家庄土地。普福后外放两淮江浙多年，数次恳请回京，为父母重葬坟墓，乾隆不允。普福亦曾谦虚上奏称其年少时因父获罪，中断学业，学识不精。乾隆十六年，皇太后六十大寿盛典，普福在京随班。乾隆十七年，恭贺皇子阿哥诞生，和亲戚高斌同奏赴京奉安孝賢皇后梓宮，乾隆朱批普福和高斌地位不可比，故不允普福来京。普福曾和高晋亲家吉庆、萨载父薩哈岱、薩載先后任织造，为密友。薩載和普福两人亦曾因果亲王弘曕私事受罚。乾隆二十八年，谢恩子祥庆赐进士拔庶吉士。乾隆三十三年，普福因重罪和亲戚高恒、好友卢见曾被斩。普福家产家眷妾一人幼孙三人，由好友薩哈岱请奏发往京城交与同族尚书託恩多查验。其亲家高晋因包庇家人被罚、同族託恩多因私买普福查抄家产被革。高晋在上书自责其罪时，表明普福同他及其兄高诚皆为儿女姻亲。薩載和託恩多子岳興阿為連襟、薩載與伊齡阿為兒女親家。伊齡阿家又与普福家有姻亲。普福之子祥庆（孙氏），亦祥厚斋，乾隆三年生，字厚斋,号素云，乾隆二十八年进士，翰林院编修、会试考官、吏部验封司主事、郎中。嘉庆朝，外放福建兴化府知府，为洪亮吉房师之一，亦与翁方纲交好。

## 非曹寅生母之说
由于其子曹寅曾称出身于蕲阳顾氏的明遗民顾景星为“舅”，故当代学界有观点认为曹寅生母实为顾氏，是顾景星妹妹。然无史料可以证实，顾景星有一妹嫁予曹玺为妻、为妾。故有说法指，曹寅生母顾氏为顾景星族姐妹，与蕲阳顾氏的同宗——昆山顾氏相关。由于曹寅生母为顾氏之说的存在，故指孙氏实际是曹玺嫡妻，或说继妻、妾室。此外，李广柏、方晓伟则认为曹寅与顾景星仅是干舅甥，并非血亲。据此类说法，曹寅生母仍是孙氏。

## 备注
1. ↑  宸衷意指帝王心意。毛际可用此词指代康熙帝。
2. ↑  黄一农文章[參⁠ 11]中，提及的来源：李广柏《曹雪芹评传》，南京大学出版社 1998年版，第38页。
3. ↑  黄一农文章[參⁠ 11]中，提及的来源：方晓伟《曹寅评传·曹寅年谱》，广陵书社 2010年版，第176页。
4. ↑   註: